# A Bon-Bon Riot
A Bon-Bon Riot è un cortometraggio muto del 1917 diretto da Hank Mann.

## Produzione
Il film fu prodotto dalla Fox Film Corporation.

## Distribuzione
Il film - un cortometraggio in due bobine - fu distribuito dalla Fox Film Corporation.